# Великово (Вологодская область)
Великово — деревня в Бабаевском районе Вологодской области.
Входит в состав Володинского сельского поселения, с точки зрения административно-территориального деления — в Володинский сельсовет.
Расположена на левом берегу реки Колодинка. Расстояние по автодороге до районного центра Бабаево составляет 10 км, до центра муниципального образования деревни Володино — 2 км. Ближайшие населённые пункты — Березовец, Володино, Переходно.
Население по данным переписи 2002 года — 12 человек.